# Bless the Beasts & Children
Bless the Beasts & Children è un film del 1971 diretto e prodotto da Stanley Kramer inedito in Italia.